# القانون الدولي الإنساني العرفي
إن القانون الدولي الإنساني العرفي هو مجموعة من القواعد غير المدونة من القانون الدولي العام، والتي تنظم السلوك أثناء الحرب.

## القانون الدولي العرفي
القانون الدولي العرفي، مثل قانون المعاهدات الدولي، يعرف بوصفه المصدر الرئيسي للقانون الدولي العام. وبينما المعاهدات الدولية هي عبارة عن اتفاقيات مدونة من قبل الدول التي تضع هذه القواعد، فإن القانون الدولي العرفي يتألف من قواعد غير مدونة استمدت من «ممارسة عامة تم قبولها بوصفها تمثل قانونًا». وبالتالي من أجل وضع قاعدة عرفية دولية، فتستدعي الحاجة إلى وجود عنصرين: عنصر موضوعي، تكرار السلوك في الدولة... وعنصر ذاتي، الاعتقاد بأن مثل هذا السلوك يعتمد على التزام قانوني (رأي القانون أو الضرورة). وكثيرًا ما تتم الإشارة إلى العنصر الموضوعي بوصفه ممارسة الدولة؛ والعنصر الذاتي بوصفه رأي القانون.

## القانون الدولي الإنساني
يعرف أيضًا القانون الدولي الإنساني (IHL) بوصفه قانون الحرب أو قانون النزاع المسلح، وهو المجال الخاص بالقانون الدولي العام الذي يهدف «إلى الأسباب الإنسانية من أجل الحد من النزاع المسلح. وهو يحمي الأشخاص الذين لا يشاركون في العمليات القتالية أو الذين كفوا عن المشاركة بها كما يقيد طرق ووسائل الحرب».
إن الحرب قديمة قدم الجنس البشري وبهذا المعنى فهي القانون الدولي الإنساني. والسلوكيات أثناء الحرب «كانت تخضع دائمًا لمبادئ وأعراف محددة» وذلك استنادًا إلى ممارسات الجيوش في جميع أنحاء العالم. ولكن منذ منتصف القرن 19 قامت الدول بتدوين العديد من مثل هذه القواعد في المعاهدات الدولية، مثل اتفاقيتا لاهاي واتفاقية جنيف. وعلى الرغم من هذا التدوين المتزايد للقانون الدولي الإنساني تظل القواعد العرفية ذات صلة بالحروب المعاصرة.

## الموضوعات الراهنة ذات الصلة
إن القانون الدولي الإنساني العرفي يستكمل الحماية التي يوفرها قانون المعاهدات الدولي الإنساني في أوقات الحرب. ويعد قانون المعاهدات الدولي ملزمًا فقط للدول التي تمثل أطرافًا في معاهدة محددة؛ ولكن بشكل عام القانون الدولي العرفي على الجانب الآخر يعتبر ملزمًا لجميع الدول. وبينما تم التصديق عالميًا في وقتنا الحالي على بعض معاهدات القانون الإنساني الدولي مثل اتفاقية جنيف في عام 1949؛ ولكن ليس هذا هو الحال بالنسبة لجميع المعاهدات. وبالتالي فإن القانون الدولي الإنساني العرفي يمكن أن يستخدم لملء الثغرات في عملية الحماية التي يتم توفيرها في أوقات الحروب.
وعلاوة على ذلك فإن الكثير من الحروب الراهنة لا تقع بين الدول ولكنها ذات طابع غير دولي. ولكن بينما قانون المعاهدات الإنساني الدولي يعتبر مفصلاً للغاية فيما يتعلق بالحروب الدولية، فهو إلى حد كبير أقل تفصيلاً بشأن الحروب التي ليس لها طابع دولي. وهنا مرة أخرى نجد أن القانون الدولي الإنساني العرفي يمكنه أن يقدم المزيد من التوجيه.
في عام 2005 وبتوصية من الدول التي اجتمعت في المؤتمر الدولي 26 لجمعية الصليب والهلال الأحمر وبعد ما يقرب من 10 سنوات من البحث والتشاور قدمت اللجنة الدولية للصليب الأحمر (ICRC) دراسة خاصة بالقانون الدولي الإنساني العرفي والتي نشرتها مطبعة جامعة كامبريدج. واحتوى المجلد الأول من الدراسة على 161 قاعدة من أجل تقييم الحالات العرفية، ويتم تطبيق معظمها في الحروب الدولية وغير الدولية. ويقدم المجلد الثاني الممارسة التي تشكل أساس الاستنتاجات في المجلد الأول.
ومنذ أغسطس عام 2010 تتوفر على الإنترنت نسخة إلكترونية من الدراسة، قاعدة بيانات القانون الدولي الإنساني العرفي الخاصة باللجنة الدولية للصليب الأحمر. ويعكس الجزء الأول من قاعدة البيانات المجلد الأول من النسخة المطبوعة من الدراسة. ويقدم الجزء الثاني، الذي يستند إلى المجلد الثاني من النسخة المطبوعة، ممارسات الدولة التي تتعلق بمعظم الجوانب الخاصة بالقانون الدولي الإنساني، كما وردت في التشريعات الوطنية والكتيبات العسكرية والبيانات الرسمية والسوابق القضائية والممارسات الخاصة بالكيانات الأخرى مثل المنظمات الدولية والمحاكم والهيئات القضائية الدولية. ويتم تحديث الجزء الثاني بانتظام من خلال مشروع مشترك بين اللجنة الدولية للصليب الأحمر وجمعية الصليب الأحمر البريطاني، ومقرها في مركز لاوتيرباخت للقانون الدولي بجامعة كامبريدج.

## قاعدة بيانات القانون العرفي
تم تدشين قاعدة بيانات القانون العرفي التي وضعت بالتعاون مع الصليب الأحمر البريطاني بواسطة اللجنة الدولية للصليب الأحمر في أغسطس من عام 2011. وقد تم وضعها لكي تستخدم كمرجع قانوني في الحروب الدولية وغير الدولية، من قبل المحاكم والهيئات القضائية والمنظمات الدولية.
ويتم تحديث قاعدة البيانات بصورة منتظمة. وتمت إضافة مجموعة مختارة من الممارسات الوطنية لعدد 30 دولة في مارس من عام 2011 وتلتها مجموعة إضافية لعدد 27 دولة أخرى في نوفمبر من العام نفسه. في 13 ديسمبر 2012 أتاحت اللجنة الدولية للصليب الأحمر مجموعتها المحدثة والتحليل الخاص بالممارسات من 23 دولة  - وهي: الأرجنتين وبنغلاديش وبلجيكا والبوسنة والهرسك، وبوروندي وتشاد وتشيلي وكولومبيا وكرواتيا وجيبوتي والسلفادور وغواتيمالا وجمهورية إيران الإسلامية واليابان والمكسيك وبيرو وصربيا وصربيا والجبل الأسود والسنغال وإسبانيا وسويسرا وأوروغواي وفيتنام.

## وصلات خارجية
- Customary IHL Database
- Customary international humanitarian law, ICRC
- British Red Cross Society
- Cambridge University Press
- International Court of Justice
- Max Planck Encyclopedia of Public International Law